# Jahon Qurbonov
Jahon Qurbonov (Xuçand, 12 febbraio 1986) è un pugile tagiko.

## Palmarès
- Campionati asiatici

Ho Chi Minh City 2005: oro nei pesi medi.
Bangkok 2015: bronzo nei pesi massimi.
Tashkent 2017: bronzo nei pesi massimi.
- Giochi asiatici

Doha 2006: oro nei pesi mediomassimi.
Guangzhou 2010: bronzo nei pesi medi.